# Dikon z Kaulonii
Dikon (gr. Δίκων) – starożytny grecki biegacz, olimpijczyk.
Pochodził z Kaulonii. Jako jej reprezentant zdobył w 392 roku p.n.e. swoje pierwsze z trzech zwycięstwo na igrzyskach olimpijskich, startując w stadionie chłopców. W 384 roku p.n.e. ponownie, tym razem podwójnie, triumfował w Olimpii, zwyciężając w stadionie i drugiej bliżej nieokreślonej konkurencji biegowej. Wówczas już jednak, przekupiony przez tyrana Syrakuz Dionizjosa I, reprezentował to właśnie miasto.
Poza wieńcami z Olimpii mógł się poszczycić pięcioma zwycięstwami na igrzyskach pytyjskich, trzema na igrzyskach istmijskich i czterema na igrzyskach nemejskich.